# Prayers for the Damned
Prayers For The Damned is het vierde studioalbum van de Amerikaanse hardrockband Sixx:A.M. Het album bestaat uit twee delen. Het eerste deel werd uitgebracht op 29 april 2016 en het tweede deel wordt verwacht in de herfst van 2016. De eerste single van het album was Rise. 14 Juli 2016 maakte Sixx:A.M. bekent dat het nummer Prayers For The Damned ook uitgebracht wordt als single.

## Tracklist
Alle muziek en teksten zijn geschreven door DJ Ashba, James Michael and Nikki Sixx. 
| 1.                 | Rise                                         | 3:54 |
| 2.                 | You Have Come to the Right Place             | 4:29 |
| 3.                 | I'm Sick                                     | 4:13 |
| 4.                 | Prayers for the Damned                       | 4:40 |
| 5.                 | Better Man                                   | 4:58 |
| 6.                 | Can't Stop                                   | 3:34 |
| 7.                 | When We Were Gods                            | 5:24 |
| 8.                 | Belly of the Beast                           | 3:49 |
| 9.                 | Everything Went to Hell                      | 4:40 |
| 10.                | The Last Time (My Heart Will Hit the Ground) | 3:45 |
| 11.                | Rise of the Melancholy Empire                | 6:04 |
| Totale duur: 49:30 |                                              |      |